# Список танцевальных радиохитов № 1 2012 года (Billboard)
Список танцевальных радио хитов № 1 2012 года по версии Billboard включает танцевальные синглы, занимавшие 1 место в хит-параде Hot Dance Airplay в 2012 году. Позиции хит-парада формируются на основе статистических данных о ротации танцевальных композиций на определённых радиостанциях США.
| Дата        | Песня                          | Исполнитель                         | Авторы ремиксов                                                                         | Ссылка |
| ----------- | ------------------------------ | ----------------------------------- | --------------------------------------------------------------------------------------- | ------ |
| 7 января    | «We Found Love»                | Рианна при участии Кельвина Харриса | Chuckie, Cahill                                                                         |        |
| 14 января   | «We Found Love»                | Рианна при участии Кельвина Харриса | Chuckie, Cahill                                                                         | [ 3 ]  |
| 21 января   | «We Found Love»                | Рианна при участии Кельвина Харриса | Chuckie, Cahill                                                                         | [ 4 ]  |
| 28 января   | «We Found Love»                | Рианна при участии Кельвина Харриса | Chuckie, Cahill                                                                         | [ 5 ]  |
| 4 февраля   | «We Found Love»                | Рианна при участии Кельвина Харриса | Chuckie, Cahill                                                                         | [ 6 ]  |
| 11 февраля  | «We Found Love»                | Рианна при участии Кельвина Харриса | Chuckie, Cahill                                                                         | [ 7 ]  |
| 18 февраля  | «We Found Love»                | Рианна при участии Кельвина Харриса | Chuckie, Cahill                                                                         | [ 8 ]  |
| 25 февраля  | «Turn Me On»                   | Дэвид Гетта при участии Ники Минаж  | Дэвид Гетта & Laidback Luke, Sidney Samson, Michael Calfan, JP Candela, Sabastien Drums | [ 9 ]  |
| 3 марта     | «Turn Me On»                   | Дэвид Гетта при участии Ники Минаж  | Дэвид Гетта & Laidback Luke, Sidney Samson, Michael Calfan, JP Candela, Sabastien Drums | [ 10 ] |
| 10 марта    | «Turn Me On»                   | Дэвид Гетта при участии Ники Минаж  | Дэвид Гетта & Laidback Luke, Sidney Samson, Michael Calfan, JP Candela, Sabastien Drums | [ 11 ] |
| 17 марта    | «Feel So Close»                | Кельвин Харрис                      | Бенни Бенасси, Nero, Dillon Francis                                                     | [ 12 ] |
| 24 марта    | «Feel So Close»                | Кельвин Харрис                      | Бенни Бенасси, Nero, Dillon Francis                                                     | [ 13 ] |
| 31 марта    | «Feel So Close»                | Кельвин Харрис                      | Бенни Бенасси, Nero, Dillon Francis                                                     | [ 14 ] |
| 7 апреля    | «Feel So Close»                | Кельвин Харрис                      | Бенни Бенасси, Nero, Dillon Francis                                                     | [ 15 ] |
| 14 апреля   | «Feel So Close»                | Кельвин Харрис                      | Бенни Бенасси, Nero, Dillon Francis                                                     | [ 16 ] |
| 21 апреля   | «Feel So Close»                | Кельвин Харрис                      | Бенни Бенасси, Nero, Dillon Francis                                                     | [ 17 ] |
| 28 апреля   | «Glad You Came»                | The Wanted                          | Алекс Гаудино, Mixin Marc & Tony Svedja, Bassjackers                                    | [ 18 ] |
| 5 мая       | «Feel So Close»                | Кельвин Харрис                      | Бенни Бенасси, Nero, Dillon Francis                                                     | [ 19 ] |
| 12 мая      | «Feel So Close»                | Кельвин Харрис                      | Бенни Бенасси, Nero, Dillon Francis                                                     | [ 20 ] |
| 19 мая      | «Somebody That I Used To Know» | Готье при участии Кимбры            | Tiësto, Mike D                                                                          | [ 21 ] |
| 26 мая      | «Somebody That I Used To Know» | Готье при участии Кимбры            | Tiësto, Mike D                                                                          | [ 22 ] |
| 2 июня      | «Somebody That I Used To Know» | Готье при участии Кимбры            | Tiësto, Mike D                                                                          | [ 23 ] |
| 9 июня      | «Somebody That I Used To Know» | Готье при участии Кимбры            | Tiësto, Mike D                                                                          | [ 24 ] |
| 16 июня     | «Somebody That I Used To Know» | Готье при участии Кимбры            | Tiësto, Mike D                                                                          | [ 25 ] |
| 23 июня     | «Where Have You Been»          | Рианна                              | Hardwell, Papercha$er, Henry Foncsea                                                    | [ 26 ] |
| 30 июня     | «Somebody That I Used To Know» | Готье при участии Кимбры            | Tiesto, Mike D                                                                          | [ 27 ] |
| 7 июля      | «Where Have You Been»          | Рианна                              | Hardwell, Papercha$er, Henry Foncsea                                                    | [ 28 ] |
| 14 июля     | «Let’s Go »                    | Кельвин Харрис при участии Ne-Yo    |                                                                                         | [ 29 ] |
| 21 июля     | «Let’s Go »                    | Кельвин Харрис при участии Ne-Yo    | [ 30 ]                                                                                  |        |
| 28 июля     | «Let’s Go »                    | Кельвин Харрис при участии Ne-Yo    | [ 31 ]                                                                                  |        |
| 4 августа   | «Let’s Go »                    | Кельвин Харрис при участии Ne-Yo    | [ 32 ]                                                                                  |        |
| 11 августа  | «Let’s Go »                    | Кельвин Харрис при участии Ne-Yo    | [ 33 ]                                                                                  |        |
| 18 августа  | «Let’s Go »                    | Кельвин Харрис при участии Ne-Yo    | [ 34 ]                                                                                  |        |
| 25 августа  | «Let’s Go »                    | Кельвин Харрис при участии Ne-Yo    | [ 35 ]                                                                                  |        |
| 1 сентября  | «Let’s Go »                    | Кельвин Харрис при участии Ne-Yo    | [ 36 ]                                                                                  |        |
| 8 сентября  | «Let’s Go »                    | Кельвин Харрис при участии Ne-Yo    | [ 37 ]                                                                                  |        |
| 15 сентября | «Lights»                       | Элли Голдинг                        | Bassnectar                                                                              | [ 38 ] |
| 22 сентября | «Lights»                       | Элли Голдинг                        | Bassnectar                                                                              | [ 39 ] |
| 29 сентября | «Let’s Go»                     | Кельвин Харрис при участии Ne-Yo    |                                                                                         | [ 40 ] |
| 6 октября   | «Spectrum»                     | Zedd при участии Matthew Koma       |                                                                                         | [ 41 ] |
| 13 октября  | «Spectrum»                     | Zedd при участии Matthew Koma       | [ 42 ]                                                                                  |        |
| 20 октября  | «Spectrum»                     | Zedd при участии Matthew Koma       | [ 43 ]                                                                                  |        |
| 27 октября  | «Blow Me (One Last Kiss)»      | P!nk                                |                                                                                         | [ 44 ] |
| 3 ноября    | «As Long as You Love Me»       | Джастин Бибер при участии Биг-Шона  | Фе́рри Ко́рстен, Paulo & Jackinsky                                                        | [ 45 ] |
| 10 ноября   | «Don’t You Worry Child»        | Swedish House Mafia                 |                                                                                         | [ 46 ] |
| 17 ноября   | «Don’t You Worry Child»        | Swedish House Mafia                 | [ 47 ]                                                                                  |        |
| 24 ноября   | «Don’t You Worry Child»        | Swedish House Mafia                 | [ 48 ]                                                                                  |        |
| 1 декабря   | «Don’t You Worry Child»        | Swedish House Mafia                 | [ 49 ]                                                                                  |        |
| 8 декабря   | «Don’t You Worry Child»        | Swedish House Mafia                 | [ 50 ]                                                                                  |        |
| 15 декабря  | «Don’t You Worry Child»        | Swedish House Mafia                 | [ 51 ]                                                                                  |        |
| 22 декабря  | «Don’t You Worry Child»        | Swedish House Mafia                 | [ 52 ]                                                                                  |        |
| 29 декабря  | «Don’t You Worry Child»        | Swedish House Mafia                 | [ 53 ]                                                                                  |        |